# Société d'encouragement au bien
Pour les articles homonymes, voir Société d'encouragement.
La Société d'encouragement au bien (SEAB) est une association française loi de 1901 ayant pour but de mettre en valeur les exemples de courage et de dévouement envers la société,,,. Son siège social est situé en Île-de-France.

## Historique
Fondée à Paris en 1862 par Honoré Arnoul, la SEAB est une association reconnue d'utilité publique par décret du 2 mai 1894, d'absolue neutralité et couronnée par l'Académie française. L'organisation s'appuie sur un réseau de délégués au niveau régional et départemental qui instruisent les dossiers des récompenses.

## Modalités d'attribution
Chaque année, à l'occasion de son Assemblée Générale Ordinaire, la Société d'Encouragement au Bien (SEAB) récompense des citoyens méritants en leur remettant une médaille ou un diplôme d'honneur.
Ces récompenses sont proposées par un parrain, étudiées par la commission des récompenses à l'aide d'un mémoire, puis votées par le conseil d'administration à la majorité de ses membres.
La médaille de la Société d'Encouragement Au Bien comporte cinq échelons :
|           | Bronze | Argent | Or | Or avec Rosette | Étoile du Bien |
| --------- | ------ | ------ | -- | --------------- | -------------- |
| Insignes  |        |        |    |                 |                |
| Barrettes |        |        |    |                 |                |

Les médailles sont remises avec un brevet correspondant à l'échelon de la décoration.

## Récipiendaires
- chanoine Joseph Faller, en 1902.
- Yves Lecoq, en 2023.